# Ministre chargé de la Lutte contre les discriminations
Le ministre chargé de la Lutte contre les discriminations est le ministre français chargé de mettre en œuvre la politique du gouvernement dans le domaine de la lutte contre les discriminations.
Selon les gouvernements, il peut s'agir d'un ministre délégué ou d'un secrétaire d'État placé sous la tutelle du Premier ministre (ou, comme de septembre à décembre 2024, auprès du ministre de l'Intérieur).
De la même façon, son portefeuille varie en fonction du gouvernement en place et du périmètre d'action retenu. Il peut être associé à d'autres domaines comme les droits des femmes, l'égalité des chances ou encore la citoyenneté.

## Création
La fonction de ministre chargé de la Lutte contre les discriminations est créée en 2018, sous la présidence d'Emmanuel Macron, dans le gouvernement dirigé par Édouard Philippe. La première titulaire de ce portefeuille (avec le rang de secrétaire d'État) est Marlène Schiappa. Le décret relatif à ses attributions indique : 

« [La secrétaire d'État] est chargée, par délégation du Premier ministre […], de coordonner les actions menées pour lutter contre toutes les formes de discriminations dans les domaines politique, économique, social et culturel, et de promouvoir des mesures en faveur de l'égalité en concertation avec les ministres concernés […]. »

## Liste des titulaires
| Ministre délégué ou secrétaire d'État | Ministre délégué ou secrétaire d'État | Ministre délégué ou secrétaire d'État | Intitulé | Parti politique              | Ministre de tutelle          | Ministre de tutelle          | Intitulé                     | Gouvernement                 | Début                        | Fin                          |
| Présidence d'Emmanuel Macron          | Présidence d'Emmanuel Macron          | Présidence d'Emmanuel Macron          | Présidence d'Emmanuel Macron                                                                                       | Présidence d'Emmanuel Macron | Présidence d'Emmanuel Macron | Présidence d'Emmanuel Macron | Présidence d'Emmanuel Macron | Présidence d'Emmanuel Macron | Présidence d'Emmanuel Macron | Présidence d'Emmanuel Macron |
| ------------------------------------- | ------------------------------------- | ------------------------------------- | --- | ---------------------------- | ---------------------------- | ---------------------------- | ---------------------------- | ---------------------------- | ---------------------------- | ---------------------------- |
|                                       |                                       | Marlène Schiappa                      | Secrétaire d'État chargée de l'Égalité entre les femmes et les hommes et de la Lutte contre les discriminations    | LREM                         |                              | Édouard Philippe             | Premier ministre             | Philippe 2                   | 16 octobre 2018              | 6 juillet 2020               |
|                                       |                                       | Élisabeth Moreno                      | Ministre déléguée chargée de l'Égalité entre les femmes et les hommes, de la Diversité et de l'Égalité des chances | SE                           | Jean Castex                  | Castex                       | Premier ministre             | 6 juillet 2020               | 20 mai 2022                  |                              |
|                                       | Isabelle Lonvis-Rome                  |                                       | Ministre déléguée chargée de l'Égalité entre les femmes et les hommes, de la Diversité et de l'Égalité des chances | SE                           | Élisabeth Borne              | Borne                        | Premier ministre             | 4 juillet 2022               | 20 juillet 2023              |                              |
|                                       |                                       | Bérangère Couillard                   | Ministre déléguée chargée de l'Égalité entre les femmes et les hommes et de la Lutte contre les discriminations    | LREM                         | Élisabeth Borne              | Borne                        | Premier ministre             | 20 juillet 2023              | 11 janvier 2024              |                              |
|                                       | Aurore Bergé                          | RE                                    | Ministre déléguée chargée de l'Égalité entre les femmes et les hommes et de la Lutte contre les discriminations    | Gabriel Attal                | Attal                        | 11 janvier 2024              | Premier ministre             | 21 septembre 2024            |                              |                              |
|                                       |                                       | Othman Nasrou                         | Secrétaire d'État chargé de la Citoyenneté et de la Lutte contre les discriminations                               | LR                           |                              | Bruno Retailleau             | Ministre de l'Intérieur      | Barnier                      | 21 septembre 2024            | 23 décembre 2024             |
|                                       |                                       | Aurore Bergé                          | Ministre déléguée chargée de l'Égalité entre les femmes et les hommes et de la Lutte contre les discriminations    | RE                           |                              | François Bayrou              | Premier ministre             | Bayrou                       | 23 décembre 2024             | En fonction                  |